# Ђузепе Пјаци
Ђузепе Пјаци (итал. Giuseppe Piazzi; Понте ин Валтелина, 16. јул 1746 — Напуљ, 22. јул 1826) је био италијански калуђер, математичар, и астроном. Основао је опсерваторију у Палерму, која данас носи име Osservatorio Astronomico di Palermo Giuseppe S. Vaiana.
Пјаци је 1. јануара 1801. године, открио небеско тело које се издвајало у позадини звезда. У првом тренутку је помислио да је то фиксна звезда, али приметивши да се помера, био је уверен да је у питању планета, односно, како је назвао, „нова звезда“.
Упркос својој претпоставци да је открио планету, наступио је конзервативно и прогласио је за комету. У писму астроному Барнаби Оријанију из Милана изразио је своје сумње:
„Прогласио сам ову звезду кометом, али, пошто је не прате маглине, а кретање јој је споро и прилично униформно, неколико пута сам помислио да би то могло да буде нешто боље од комете. Но, био сам опрезан и нисам објавио ту претпоставку.“
Пјаци није био у могућности да је довољно дуго посматра јер се убрзо утопила у сјај Сунца. Како постојеће методе нису могле да помогну у одређивању орбите новог небеског тела, угледни математичар Карл Фридрих Гаус развио је нови начин израчунавања орбите који је омогућио астрономима да га поново лоцирају. По прецизнијем одређивању орбите, било је јасно да је Пјацијева претпоставка била тачна, односно да откривено тело није била комета, већ мала планета. Стицајем околности, била је скоро тачно на оном месту на коме је Титијус-Бодеов закон предвидео да ће се налазити нека планета.
Пјаци јој је дао назив "Ceres Ferdinandea" (Церера Фердинандеа), по римској богињи Церери, заштитници жита и Сицилије, и краљу Напуља и Сицилије, Фердинанду IV. Други део имена је касније изостављен из политичких разлога.
Испоставило се да је Церера први и највећи од астероида који чине Појас астероида. Ипак, према дефиницијама Међународног астрономског савеза усвојеним 2006. године, Церера се може назвати патуљастом планетом.
У част Ђузепеа Пјација, 1923. године, хиљадити астероид коме је требало дати име назван је 1000 Пјација, због устаљене праксе да се малим планетама дају женска имена. Велика албедо појава, вероватно кратер, који је снимљен 2001. године свемирским телескопом Хабл на Церери, добио је незванично име „Пјаци“.